# Mean Machines
Mean Machines foi uma revista de videogame de vários formatos publicada entre 1990 e 1992 no Reino Unido.

## Origens
No final dos anos 80, a Computer and Video Games (CVG) estava cobrindo amplamente a geração de computadores de 8 bits, como o Commodore 64, o ZX Spectrum, o Amstrad CPC e os novos computadores de 16 bits (o Atari ST e o Commodore Amiga). Julian Rignall construiu e lançou uma seção orientada para consoles da revista chamada Mean Machines. A seção inaugural foi apresentada na edição de outubro de 1987 da revista e abrangeu amplamente jogos em sistemas de 8 bits, como o Nintendo Entertainment System e o Master System da Sega. Ele incluiu recursos nos sistemas de videogame japoneses recém-emergentes, como o PC Engine da NEC.
Nos meses seguintes, a CVG aumentou sua cobertura de consoles e iniciou o 'Mean Machines Megaclub'. Ao mesmo tempo, um novo mercado de jogos importados começou a surgir, alimentado pela demanda por esses novos consoles. Pequenos varejistas na Grã-Bretanha começaram a importar consoles e jogos diretamente do Japão, modificaram-nos para o mercado do Reino Unido e os venderam.
Rignall e o recém-contratado Gary Harrod passaram duas semanas planejando o design, o tom e o estilo editorial e publicaram a Mean Machines Número Zero - uma versão de teste de 16 páginas da revista usada para obter feedback de potenciais anunciantes e leitores. Apenas dez dessas revistas foram publicadas, embora uma mini versão tenha sido reimpressa e distribuída gratuitamente na edição 15 da revista.
A primeira edição abrangeu os consoles Mega Drive, Master System, Nintendo Entertainment System, Game Boy e Amstrad GX4000. Dentro de alguns meses, a Amstrad se retirou do mercado devido às vendas fracas, e o Super Nintendo o substituiu no foco da revista, fazendo da MM uma revista principalmente para Sega e Nintendo. Também foi dada cobertura a outras máquinas, como o NeoGeo e o PC Engine.
Seguindo a liderança da revista principal CVG, a Mean Machines cobriu lançamentos nacionais e importados, o que significa que a revista poderia analisar títulos que estavam a meses do lançamento no Reino Unido. Naquela época, os jogos de importação eram mais populares do que são agora, com o aumento do bloqueio de territórios e datas mais rápidas de lançamento no Reino Unido, tornando os jogos de importação um mercado relativamente nicho.

## Mean Machines SegaeNintendo Magazine System
ISSN 0967-9014 e ISSN 0965-4240    À medida que o mercado de videogames do Reino Unido crescia e amadurecia, a Sega e a Nintendo emergiram como as duas fabricantes dominantes. A EMAP dividiu a revista em duas, criando a Mean Machines Sega e a oficialmente aprovada Nintendo Magazine System.
Após um lançamento bem-sucedido, as vendas mensais de NMS caíram para um nível logo abaixo do Mean Machines original no auge, e a circulação da MMS começou a declinar. No final de 1993, a EMAP Images lançou a Sega Magazine oficialmente aprovada, que competia com vendas de sua própria publicação independente da Sega.
A revista foi publicada até 1997. A equipe foi incorporada à Revista Oficial do Sega Saturn. A Nintendo Magazine System tornou-se Nintendo Official Magazine ISSN 1466-1748, e continuou até a licença oficial da Nintendo ser vencida pela Future Publishing. A última revista Mean Machines foi Mean Machines PlayStation ISSN 1364-3746 e a equipe original da Mean Machines já havia se mudado há muito tempo. Isso logo se dobrou após o lançamento da Official PlayStation Magazine. Apenas seis edições foram lançadas.
adquirida

## Equipe
Julian Rignall (editor), Gary Harrod (designer), Richard Leadbetter (redator), Radion Automatic (redator), Oz Browne (designer), Matt Regan (redator), Angus Swan (redator), Paul Glancey (colaborador), e Rob Bright (redator).